# Тевтония (студенческая корпорация)
Тевтония (нем. Teutonia) — единственная студенческая корпорация в Российской империи, состоящая из выходцев из немецких поселений. Она существовала в Дерптском/Юрьевском университете с 1908 по 1918 год. В годы Первой мировой войны, с июня 1915 по март 1917, Тевтония находилась под запретом.

## Цвет и девиз
Ее девизом было: "Непоколебимый и верный" ("Fest und Treu"), а герб носил цвета светло-зеленого, белого и розового.

## История
Дерптский/Юрьевский университет сыграл выдающуюся роль в формировании национальной элиты российских немцев; последние относились в подавляющем большинстве к крестьянскому сословию, а именно к поселянам-собственникам (бывшим колонистам).   С конца 19 века в университете училось все больше и больше студентов из причерноморских, бессарабских, волынских, поволжских и др. немецких поселений, что в конечном итоге привело к формированию единственной в России "классической" академической студенческой организации из их рядов. 17 февраля 1908 года шесть членов-основателей создали "Общество немцев-южан". Через несколько месяцев, 4 декабря, Общество было преобразовано в корпорацию.
Подобно студенческим объединениям других российских национальностей, немногочисленные интеллектуалы из колоний-поселений пытались пробудить национальное самосознание своих соотечественников, культивировать немецкий язык и культуру, подготовить себя к "служению народу и Отечеству". 9 апреля 1912 года Министр внутренних дел подтвердил устав корпорации, а официальный прием в уже существующий Конвент Шаржированых (нем. Chargierten Convent — Ch!C!, собрание выборных) состоялся 23 ноября этого же года. В общей сложности установлено 67 членов Тевтонии. Почти все принадлежали к крестьянскому сословию (поселяне); только семь из них относились к другим сословиям. В региональном разрезе 18 корпорантов были родом из Бессарабии, 23 из других причерноморских губерний, одиннадцать из Закавказья, десять из Саратовской и Самарской губерний, четверо из Волыни и Подолии, и один из Лифляндии. Наиболее популярной учебной дисциплиной была медицина (обучалось 28 членами корпорации), за которой следовали богословие (22) и право (9). Лишь очень немногие студенты изучали химию (4), историко-филологические (2) или сельскохозяйственные науки (1), математику (1).
В начале 1915 года в Тевтонии насчитывалось 29 действующих и 15 т.н. соревновательных членов. Студенты старших курсов, учившиеся на медиков, в период Первой мировой войны в своем большинстве пошли служить зауряд-врачами в действующую армию; среди них имелись раненые и убитые в боях против Германии и ее союзников. В начале июня 1915 года, в разгар войны, это студенческое сообщество было распущено. После Февральской революции 1917 года немногие оставшиеся в университете бурши начали возрождать корпорацию; только 24 февраля 1918 года они сообщили в Конвент Шаржированых, что Тевтония официально снова существует. В связи с общественно-политическими потрясениями, прежде всего связанными с захватом власти в стране большевиками и борьбой за создание независимого Эстонского государства, деятельность возрожденной Тевтонии смогла продолжаться лишь несколько месяцев.
Некоторые студенты, эмигрировавшие в Германию после большевистского переворота, но прежде всего те, кто учился в балтийских гимназиях или их выпускники, основали 13 июня 1919 года в Тюбингенском университете организацию, в некоторой степени считающаяся преемником Дерптской/Юрьевской корпорации: "Verein Deutscher Studierender Kolonisten" (Союз немецких студентов-колонистов), который просуществовал до 1933 года.

## Некоторые известные корпоранты
- Александр Маттерн (1886‒1942) — поволжсконемецкий журналист, пропагандист, преподаватель,
- Проф. др. Эдуард Штейнванд (1890‒1960)[10] — лютеранский пастор в Крыму и на Юге России, последние годы жизни преподавал теологию в Эрлангенском университете,
- Проф. др. Эммануил Кох (1887‒1942),[11] — известный хирург в Одессе, который был 1937 году арестован и позднее расстрелян в одном из колымских лагерей,
- Александр Геннинг(1892‒1974),[12] — советсконемецкий литературный критик,
- Густав Бирт (1887‒1937),[13] — лютеранский пастор на Украине, арестован в 1934 году, наказание отбывал в Белбалтлаге НКВД в Карелии, где и был в 1937 году расстрелян.